# Los amigos del crimen perfecto
Los amigos del crimen perfecto es una novela escrita por Andrés Trapiello, ambientada en el Madrid de los años 1980 (más concretamente en los momentos inmediatamente anteriores y posteriores al intento de Golpe de Estado del 23 de febrero de 1981) y por la que obtuvo el Premio Nadal de novela el año 2003; según su autor se trata de una reflexión sobre la venganza.
Se trata de una obra con tintes cervantinos, no solo por determinadas alusiones explícitas al Quijote cuando menciona la necesidad que tiene el género policíaco de encontrar su definitivo liquidador tal como Cervantes hizo con la novela caballeresca poniéndole epitafio, sino que abunda en crear personajes tan secundarios en sí mismos como el barbero o el cura, sin que por ello encontremos por lado alguno a ningún Alonso Quijano ni a ningún Sancho Panza. Converge esto con las inquietudes del "letraherido" autor de "Al morir Don Quijote" y "Las vidas de Miguel de Cervantes". No puede desprenderse de sus queridos secundarios ni siquiera en esta novela policíaca y les saca por todos lados con distintas máscaras en este hermoso carnaval de intrigas.
Los Amigos del Crimen Perfecto son un grupo de tertulianos que se reúnen en una cafetería madrileña, a los que les encantan las novelas negras. Parte de su juego consiste en llamarse los unos a los otros con nombres de famosos escritores o personajes de novelas como Nero Wolfe, Poe, comisario Maigret, Perry Mason, o el protagonista Sam Spade.
Spade trabaja en una editorial en la que solamente se editan novelas negras y rosas, de las negras se encarga él. Su suegro, Luis Álvarez, es comisario de policía, simpatizante de las fuerzas golpistas. 
| Predecesor                                | Premios de Los amigos del crimen perfecto | Sucesor                                    |
| ----------------------------------------- | ----------------------------------------- | ------------------------------------------ |
| Los estados carenciales de Ángela Vallvey | Premio Nadal (2003)                       | El camino de los ingleses de Antonio Soler |

- Datos: Q5980612